# 亞歷山德里夫卡 (斯卡多夫斯克市鎮)
46°17′36″N 33°5′35″E / 46.29333°N 33.09306°E
亞歷山德里夫卡（烏克蘭語：Олександрівка），是烏克蘭的村落，位於該國南部赫爾松州，由斯卡多夫斯克區的斯卡多夫斯克市鎮負責管轄，面積1.38平方公里，海拔高度16米，2001年人口959，人口密度每平方公里693.4人。